# Tirreno-Adriatico 2013
De Tirreno-Adriatico 2013 was de 48e editie van deze Italiaanse etappekoers en maakte deel uit van de UCI World Tour 2013. De zeven etappes, met onder meer een ploegentijdrit en een individuele tijdrit, werden van 6 tot en met 12 maart verreden.
De Italiaan Vincenzo Nibali wist de vorige editie te winnen en wist zijn titel met succes te verdedigen. De Italiaan won ook de editie van 2013 voor de Brit Chris Froome. Derde werd de Spanjaard Alberto Contador. Wout Poels is met zijn tiende plaats de beste Nederlander en de Belg Greg Van Avermaet is met zijn 49e plaats de bestgeklasseerde Belg.
De Spanjaard Alberto Contador wint het puntenklassement vóór de Slowaak Peter Sagan en de Italiaan Vincenzo Nibali. Het bergklassement wordt gewonnen door de Italiaan Damiano Cunego vóór de Italiaan Cesare Benedetti en de Spanjaard Garikoitz Bravo. De Pool Michał Kwiatkowski wint het jongerenklassement vóór de Nederlander Tom-Jelte Slagter en de Fransman Arthur Vichot.

## Deelnemende ploegen
Alle negentien UCI World Tour-ploegen hadden het recht en de plicht om deel te nemen aan de Tirreno-Adriatico 2013. Daarnaast heeft de organisatie nog vier wildcards uitgedeeld aan MTN-Qhubeka, Team NetApp-Endura en Vini Fantini-Selle Italia. Een vierde wildcard werd uitgedeeld aan Katusha, maar deze ploeg werd na hoger beroep alsnog toegevoegd aan de World Tour en had zodoende geen wildcard nodig. De organisatie besloot om Katusha niet te vervangen.
| 19 UCI World Tour-ploegen | 19 UCI World Tour-ploegen | 19 UCI World Tour-ploegen | 3 wildcards               |
| ------------------------- | ------------------------- | ------------------------- | ------------------------- |
| AG2R-La Mondiale          | FDJ                       | Omega Pharma-Quick Step   | MTN-Qhubeka               |
| Argos-Shimano             | Team Garmin-Sharp         | Orica-GreenEdge           | Team NetApp-Endura        |
| Astana Pro Team           | Lampre-Merida             | RadioShack-Leopard        | Farnese Vini–Selle Italia |
| Blanco Pro Cycling        | Lotto-Belisol             | Saxo-Tinkoff              |                           |
| BMC Racing Team           | Katjoesja Team            | Sky ProCycling            |                           |
| Cannondale Pro Cycling    | Team Movistar             | Vacansoleil-DCM           |                           |
| Euskaltel-Euskadi         |                           |                           |                           |

## Startlijst
Astana Pro Team
- 1.  Vincenzo Nibali
- 2.  Dmitri Groezdev
- 3.  Alessandro Vanotti
- 4.  Janez Brajkovič
- 5.  Fredrik Kessiakoff
- 6.  Dmitri Moeravjov
- 7.  Paolo Tiralongo
- 8.  Valerio Agnoli

Ag2r-La Mondiale
- 11.  Rinaldo Nocentini
- 12.  Manuel Belletti
- 13.  Davide Appollonio
- 14.  Steve Chainel
- 15.  Ben Gastauer
- 16.  Sylvain Georges
- 17.  Matteo Montaguti
- 18.  Domenico Pozzovivo

Belkin Pro Cycling Team
- 21.  Tom-Jelte Slagter
- 22.  Lars Boom
- 23.  Paul Martens
- 24.  Bauke Mollema
- 25.  Lars Petter Nordhaug
- 26.  Bram Tankink
- 27.  Sep Vanmarcke
- 28.  Maarten Wynants

BMC Racing Team
- 31.  Cadel Evans
- 32.  Thor Hushovd
- 33.  Klaas Lodewyck
- 34.  Taylor Phinney
- 35.  Ivan Santaromita
- 36.  Manuel Quinziato
- 37.  Michael Schär
- 38.  Greg Van Avermaet

Cannondale
- 41.  Peter Sagan
- 42.  Moreno Moser
- 43.  Damiano Caruso
- 44.  Maciej Bodnar
- 45.  Tiziano Dall'Antonia
- 46.  Kristijan Koren
- 47.  Alan Marangoni
- 48.  Fabio Sabatini

Euskaltel-Euskadi
- 51.  Samuel Sánchez
- 52.  Jorge Azanza Soto
- 53.  Garikoitz Bravo
- 54.  Ricardo Garcia
- 55.  Egoi Martínez
- 56.  Miguel Minguez
- 57.  Ioannis Tamouridis
- 58.  Robert Vrečer

FDJ.fr
- 61.  Sandy Casar
- 62.  Mickaël Delage
- 63.  Arnaud Démare
- 64.  Murilo Fischer
- 65.  Laurent Mangel
- 66.  Cédric Pineau
- 67.  Anthony Roux
- 68.  Arthur Vichot

Garmin-Sharp
- 71.  Thomas Dekker
- 72.  Rohan Dennis
- 73.  Tyler Farrar
- 74.  Robert Hunter
- 75.  Daniel Martin
- 76.  Ramūnas Navardauskas
- 77.  Nick Nuyens
- 78.  Sébastien Rosseler

Team Katjoesja
- 81.  Vladimir Gusev
- 82.  Vladimir Isajtsjev
- 83.  Aleksandr Kolobnev
- 84.  Angel Vicioso Arcos
- 85.  Aljaksandr Koetsjynski
- 86.  Daniel Moreno
- 87.  Luca Paolini
- 88.  Joaquim Rodríguez

Lampre-Merida
- 91.  Matteo Bono
- 92.  Roberto Ferrari
- 93.  Damiano Cunego
- 94.  Elia Favilli
- 95.  Przemysław Niemiec
- 96.  Adriano Malori
- 97.  Daniele Pietropolli
- 98.  Filippo Pozzato

Lotto-Belisol
- 101.  Vicente Reynes Mimo
- 102.  André Greipel
- 103.  Adam Hansen
- 104.  Gregory Henderson
- 105.  Olivier Kaisen
- 106.  Jürgen Roelandts
- 107.  Marcel Sieberg
- 108.  Jelle Vanendert

Movistar Team
- 111.  Andrey Amador
- 112.  Eros Capecchi
- 113.  Jonathan Castroviejo
- 114.  Juan José Cobo
- 115.  Beñat Intxausti
- 116.  Alex Dowsett
- 117.  Francisco Ventoso
- 118.  Giovanni Visconti

MTN-Qhubeka
- 121.  Gerald Ciolek
- 122.  Ferekalsi Debesay
- 123.  Ignatas Konovalovas
- 124.  Youcef Reguigui
- 125.  Sergio Pardilla
- 126.  Andreas Stauff
- 127.  Jay Robert Thomson
- 128.  Jacobus Venter

Omega Pharma-Quick Step
- 131.  Mark Cavendish
- 132.  Gert Steegmans
- 133.  Michał Kwiatkowski
- 134.  Martin Velits
- 135.  Tony Martin
- 136.  Zdeněk Štybar
- 137.  Niki Terpstra
- 138.  Guillaume Van Keirsbulck

Orica-GreenEDGE
- 141.  Matthew Goss
- 142.  Mitchell Docker
- 143.  Daryl Impey
- 144.  Brett Lancaster
- 145.  Sebastian Langeveld
- 146.  Jens Mouris
- 147.  Stuart O'Grady
- 148.  Svein Tuft

Radioshack-Leopard
- 151.  Fabian Cancellara
- 152.  Stijn Devolder
- 153.  Danilo Hondo
- 154.  Christopher Horner
- 155.  Giacomo Nizzolo
- 156.  Jaroslav Popovytsj
- 157.  Andy Schleck
- 158.  Hayden Roulston

Sky Procycling
- 161.  Dario Cataldo
- 162.  Joe Dombrowski
- 163.  Christopher Froome
- 164.  Sergio Henao
- 165.  Peter Kennaugh
- 166.  Christian Knees
- 167.  Salvatore Puccio
- 168.  Rigoberto Urán

Team Argos-Shimano
- 171.  Bert De Backer
- 172.  John Degenkolb
- 173.  Tom Dumoulin
- 174.  Johannes Fröhlinger
- 175.  Simon Geschke
- 176.  Ramon Sinkeldam
- 177.  Matthieu Sprick
- 178.  Albert Timmer

Team Netapp-Endura
- 181.  Jan Bárta
- 182.  Cesare Benedetti
- 183.  Iker Camaño
- 184.  David de la Cruz
- 185.  Bartosz Huzarski
- 186.  Leopold König
- 187.  José Mendes
- 188.  Daniel Schorn

Team Saxo-Tinkoff
- 191.  Alberto Contador
- 192.  Daniele Bennati
- 193.  Jesús Hernández
- 194.  Manuele Boaro
- 195.  Matteo Tosatto
- 196.  Michael Rogers
- 197.  Roman Kreuziger
- 198.  Sérgio Paulinho

Vacansoleil-DCM Pro Cycling
- 201.  Grega Bole
- 202.  Juan Antonio Flecha
- 203.  Sergej Lagoetin
- 204.  Marco Marcato
- 205.  Tomasz Marczyński
- 206.  Wout Poels
- 207.  Boy van Poppel
- 208.  Mirko Selvaggi

Vini Fantini
- 211.  Oscar Gatto
- 212.  Francesco Chicchi
- 213.  Mauro Finetto
- 214.  Kevin Hulsmans
- 215.  Alessandro Proni
- 216.  Matteo Rabottini
- 217.  Mauro Santambrogio
- 218.  Fabio Taborre

## Etappe-overzicht
| Datum    | Etappe | Start-Finish                                        | Afstand | Type                | Winnaar | Ploeg | Klassementsleider  |
| -------- | ------ | --------------------------------------------------- | ------- | ------------------- | --- | --- | ------------------ |
| 6 maart  | 1      | San Vincenzo - Donoratico                           | 16,9 km | Ploegentijdrit      | Omega Pharma-Quickstep (Cavendish, Kwiatkowski, Martin, Steegmans, Štybar, Terpstra, Van Keirsbulck, Velits)2 | Omega Pharma-Quickstep (Cavendish, Kwiatkowski, Martin, Steegmans, Štybar, Terpstra, Van Keirsbulck, Velits)2 | Mark Cavendish     |
| 7 maart  | 2      | San Vincenzo - Arezzo                               | 232 km  | Vlakke rit          | Matthew Goss                                                                                                  | Orica-GreenEdge                                                                                               | Mark Cavendish     |
| 8 maart  | 3      | Arezzo - Narni                                      | 190 km  | Vlakke rit          | Peter Sagan                                                                                                   | Cannondale Pro Cycling Team                                                                                   | Mark Cavendish     |
| 9 maart  | 4      | Narni - Prati di Tivo                               | 173 km  | Bergrit             | Chris Froome                                                                                                  | Sky ProCycling                                                                                                | Michał Kwiatkowski |
| 10 maart | 5      | Ortona - Chieti                                     | 230 km  | Bergrit             | Joaquim Rodríguez                                                                                             | Team Katjoesja                                                                                                | Chris Froome       |
| 11 maart | 6      | Porto Sant'Elpidio - Porto Sant'Elpidio             | 209 km  | Heuvelrit           | Peter Sagan                                                                                                   | Cannondale Pro Cycling Team                                                                                   | Vincenzo Nibali    |
| 12 maart | 7      | San Benedetto del Tronto - San Benedetto del Tronto | 9,2 km  | Individuele tijdrit | Tony Martin                                                                                                   | Omega Pharma-Quickstep                                                                                        | Vincenzo Nibali    |

2 Vet gezet de vijf tijdsnelste renners.

## Klassementen
| Etappe      | Algemeen klassement | Puntenklassement | Bergklassement   | Jongerenklassement  |
| 1           | Mark Cavendish      | niet uitgereikt  | niet uitgereikt  | Michał Kwiatkowski2 |
| 2           | Mark Cavendish      | Matthew Goss     | Garikoitz Bravo  | Michał Kwiatkowski2 |
| 3           | Mark Cavendish      | Mark Cavendish1  | Cesare Benedetti | Michał Kwiatkowski2 |
| 4           | Michał Kwiatkowski  | Mark Cavendish1  | Francesco Failli | Michał Kwiatkowski2 |
| 5           | Chris Froome        | Alberto Contador | Cesare Benedetti | Michał Kwiatkowski2 |
| 6           | Vincenzo Nibali     | Alberto Contador | Damiano Cunego   | Michał Kwiatkowski2 |
| 7           | Vincenzo Nibali     | Alberto Contador | Damiano Cunego   | Michał Kwiatkowski2 |
| Einduitslag | Vincenzo Nibali     | Alberto Contador | Damiano Cunego   | Michał Kwiatkowski  |

1 Tijdens de vierde etappe gedragen door Matthew Goss

2 Tijdens de vijfde etappe gedragen door Tom-Jelte Slagter

## Etappe-uitslagen

### 1e etappe
De eerste etappe was een ploegentijdrit van San Vincenzo naar Donoratico over een afstand van 16,9 kilometer. De volledige tijdrit werd geteisterd door regenval, maar dit speelde de equipe van Omega Pharma-Quickstep geen parten. De Belgische ploeg wist de tijdrit te winnen voor Team Movistar en BMC Racing Team.
Bij Omega Pharma-Quickstep kwam de Brit Mark Cavendish als eerste over de streep en zodoende mag hij de blauwe leiderstrui dragen in de tweede etappe. De beste Nederlander reed ook voor Omega Pharma-Quickstep. Niki Terpstra eindigde als vijfde renner van de ploeg. De beste Belg was Sep Vanmarcke, die rijdt voor het Nederlandse Blanco Pro Cycling.
De Pool Michał Kwiatkowski, wederom van Omega Pharma-Quickstep, nam de leidende positie van het jongerenklassement in beslag. In alle andere nevenklassementen werden nog geen punten uitgegeven en zodoende zijn hier nog geen standen van bekend.

#### Tijden
| San Vincenzo - Donoratico (16,9 km) |                             |        |
| Plaats                              | Ploeg                       | Tijd   |
|                                     | Omega Pharma-Quickstep      | 19'24" |
| 2                                   | Team Movistar               | + 11"  |
| 3                                   | BMC Racing Team             | + 16"  |
| 4                                   | Cannondale Pro Cycling Team | + 19"  |
| 5                                   | Astana Pro Team             | + 20"  |
| 6                                   | Orica-GreenEdge             | + 24"  |
| 7                                   | Sky ProCycling              | + 25"  |
| 8                                   | Team Saxo-Tinkoff           | + 29"  |
| 9                                   | Lampre-Merida               | + 35"  |
| 10                                  | RadioShack-Leopard          | + 36"  |

| Algemeen klassement na 1e etappe |                      |                        |        |
| Plaats                           | Naam                 | Ploeg                  | Tijd   |
| Blauwe trui                      | Mark Cavendish       | Omega Pharma-Quickstep | 19'24" |
| 2                                | Tony Martin          | Omega Pharma-Quickstep | z.t.   |
| 3                                | Michał Kwiatkowski   | Omega Pharma-Quickstep | z.t.   |
| 4                                | Zdeněk Štybar        | Omega Pharma-Quickstep | z.t.   |
| 5                                | Niki Terpstra        | Omega Pharma-Quickstep | z.t.   |
| 6                                | Giovanni Visconti    | Team Movistar          | + 11"  |
| 7                                | Beñat Intxausti      | Team Movistar          | z.t.   |
| 8                                | Andrey Amador        | Team Movistar          | z.t.   |
| 9                                | Jonathan Castroviejo | Team Movistar          | z.t.   |
| 10                               | Eros Capecchi        | Team Movistar          | z.t.   |
|                                  |                      |                        |        |
| 63                               | Sep Vanmarcke        | Blanco Pro Cycling     | + 37"  |

| Jongerenklassement na 1e etappe |                    |                        |        |
| Plaats                          | Naam               | Ploeg                  | Tijd   |
| Witte trui                      | Michał Kwiatkowski | Omega Pharma-Quickstep | 19'24" |
| 2                               | Alex Dowsett       | Team Movistar          | + 11"  |
| 3                               | Taylor Phinney     | BMC Racing Team        | + 16"  |
|                                 |                    |                        |        |
| 11                              | Tom-Jelte Slagter  | Blanco Pro Cycling     | + 37"  |
| 12                              | Sep Vanmarcke      | Blanco Pro Cycling     | z.t.   |

### 2e etappe
De tweede etappe bracht het peloton van San Vincenzo naar Arezzo over een afstand van 232 kilometer. Een groep van vier renners ontsnapte vroeg in de etappe hieronder bevonden zich de twee Belgen Kevin Hulsmans en Guillaume Van Keirsbulck. Verschillende ploegen werkte gedurende de koers samen om de koplopers terug te pakken en dit lukte. Vervolgens werd de eindspurt gewonnen door de Australiër Matthew Goss, vóór de Italiaan Manuel Belletti en de Duitser Gerald Ciolek, die respectievelijk tweede en derde werden.
De stand in het algemeen klassement werd iets gewijzigd naar aanleiding van de verschillende volgorde bij de finish. Echter waren er weinig tijdsverschillen en dus blijf Omega Pharma-Quickstep met vijf renners voorop. De Brit mag dan ook de blauwe leiderstrui aan tijdens de derde etappe. Op de tweede plek staat de Pool Michał Kwiatkowski en de derde plaats wordt bezet door de Nederlander Niki Terpstra.
Naast de winst van de etappe pakte de Australiër Matthew Goss ook de leiding in het puntenklassement. Het bergklassement wordt geleid door de Spanjaard Garikoitz Bravo die tijdens zijn ontsnapping genoeg punten wist te vergaren. Het jongerenklassement wordt aangevoerd door de Pool Michał Kwiatkowski.

#### Tijden
| San Vincenzo - Arezzo (232 km) |                   |                             |          |
| Plaats                         | Naam              | Ploeg                       | Tijd     |
| Winnaar                        | Matthew Goss      | Orica-GreenEdge             | 5u48'41" |
| 2                              | Manuel Belletti   | AG2R-La Mondiale            | z.t.     |
| 3                              | Gerald Ciolek     | MTN-Qhubeka                 | z.t.     |
| 4                              | Roberto Ferrari   | Lampre-Merida               | z.t.     |
| 5                              | Mark Cavendish    | Omega Pharma-Quickstep      | z.t.     |
| 6                              | Arnaud Démare     | FDJ                         | z.t.     |
| 7                              | André Greipel     | Lotto-Belisol               | z.t.     |
| 8                              | Kristian Sbaragli | MTN-Qhubeka                 | z.t.     |
| 9                              | Peter Sagan       | Cannondale Pro Cycling Team | z.t.     |
| 10                             | Davide Appollonio | AG2R-La Mondiale            | z.t.     |
|                                |                   |                             |          |
| 12                             | Boy van Poppel    | Vacansoleil-DCM             | z.t.     |
| 21                             | Gert Steegmans    | Omega Pharma-Quickstep      | z.t.     |

| Algemeen klassement na 2e etappe |                    |                        |          |
| Plaats                           | Naam               | Ploeg                  | Tijd     |
| Blauwe trui                      | Mark Cavendish     | Omega Pharma-Quickstep | 6u08'02" |
| 2                                | Michał Kwiatkowski | Omega Pharma-Quickstep | + 2"     |
| 3                                | Niki Terpstra      | Omega Pharma-Quickstep | + 3"     |
| 4                                | Tony Martin        | Omega Pharma-Quickstep | z.t.     |
| 5                                | Zdeněk Štybar      | Omega Pharma-Quickstep | z.t.     |
| 6                                | Giovanni Visconti  | Team Movistar          | + 14"    |
| 7                                | Alex Dowsett       | Team Movistar          | z.t.     |
| 8                                | Juan José Cobo     | Team Movistar          | z.t.     |
| 9                                | Beñat Intxausti    | Team Movistar          | z.t.     |
| 10                               | Eros Capecchi      | Team Movistar          | z.t.     |
|                                  |                    |                        |          |
| 61                               | Sep Vanmarcke      | Blanco Pro Cycling     | + 40"    |

| Puntenklassement na 2e etappe |                 |                           |        |
| Plaats                        | Naam            | Ploeg                     | Punten |
| Rode trui                     | Matthew Goss    | Orica-GreenEdge           | 12     |
| 2                             | Mark Cavendish  | Omega Pharma-Quickstep    | 11     |
| 3                             | Manuel Belletti | AG2R-La Mondiale          | 10     |
|                               |                 |                           |        |
| 8                             | Kevin Hulsmans  | Vini Fantini-Selle Italia | 5      |

| Bergklassement na 2e etappe |                  |                           |        |
| Plaats                      | Naam             | Ploeg                     | Punten |
| Groene trui                 | Garikoitz Bravo  | Euskaltel-Euskadi         | 8      |
| 2                           | Cesare Benedetti | Team NetApp-Endura        | 8      |
| 3                           | Kevin Hulsmans   | Vini Fantini-Selle Italia | 4      |

| Jongerenklassement na 2e etappe |                    |                        |          |
| Plaats                          | Naam               | Ploeg                  | Tijd     |
| Witte trui                      | Michał Kwiatkowski | Omega Pharma-Quickstep | 6u08'04" |
| 2                               | Alex Dowsett       | Team Movistar          | + 12"    |
| 3                               | Taylor Phinney     | BMC Racing Team        | + 17"    |
|                                 |                    |                        |          |
| 11                              | Sep Vanmarcke      | Blanco Pro Cycling     | + 38"    |
| 12                              | Tom-Jelte Slagter  | Blanco Pro Cycling     | z.t.     |

### 3e etappe
De derde etappe was net als de tweede etappe een rit voor de sprinters. Het peloton koerste van Arezzo naar Narni over een afstand van 190 kilometer. Twee van de vier ontsnappers uit de tweede etappe vormde wederom een kopgroep. Samen met de Italiaan Francesco Failli reden Cesare Benedetti (Italië) en Garikoitz Bravo (Spanje) naar de enige klim van de dag. Op deze klim moest Bravo lossen en hij werd als eerste van de drie ingerekend door het peloton. De overige twee vluchters werden op ruim twintig kilometer voor de streep terug gepakt waarna de sprinters zich opmaakte voor een eindspurt. Deze werd gewonnen door de Slowaak Peter Sagan voor de Brit Mark Cavendish en de Duitser André Greipel die respectievelijk tweede en derde werden.
Door de tweede plaats van Cavendish pakte hij extra bonificatieseconden en daarmee wist hij zijn leidende positie in het algemeen klassement te verstevigen. Op de tweede plek staat nog altijd de jonge Pool Michał Kwiatkowski en de derde plaats wordt in beslag genomen door de Nederlander Niki Terpstra. De best geklasseerde Belg is Sep Vanmarcke. Hij staat op de 45 plaats met een achterstand van 39 seconden.
Naast de leidende positie in het algemeen klassement pakte Cavendish met zijn tweede plaats ook genoeg punten om de leider te worden in het Puntenklassement. Hij verwees de Australiër Matthew Goss naar de tweede plaats. De Italiaanse vluchter Cesare Benedetti nam met de extra vijf punten gedurende de etappe de leiding in het bergklassement over van de Spanjaard Garikoitz Bravo. Het jongerenklassement wordt nog altijd aangevoerd door de Pool Michał Kwiatkowski.

#### Tijden
| Arezzo - Narni (190 km) |                 |                             |          |
| Plaats                  | Naam            | Ploeg                       | Tijd     |
| Winnaar                 | Peter Sagan     | Cannondale Pro Cycling Team | 5u15'12" |
| 2                       | Mark Cavendish  | Omega Pharma-Quickstep      | z.t.     |
| 3                       | André Greipel   | Lotto-Belisol               | z.t.     |
| 4                       | Gerald Ciolek   | MTN-Qhubeka                 | z.t.     |
| 5                       | Matthew Goss    | Team Garmin-Sharp           | z.t.     |
| 6                       | Davide Cimolai  | Lampre-Merida               | z.t.     |
| 7                       | Tyler Farrar    | Team Garmin-Sharp           | z.t.     |
| 8                       | Thor Hushovd    | BMC Racing Team             | z.t.     |
| 9                       | Manuel Belletti | AG2R-La Mondiale            | z.t.     |
| 10                      | Simon Geschke   | Argos-Shimano               | z.t.     |
|                         |                 |                             |          |
| 12                      | Sep Vanmarcke   | Blanco Pro Cycling          | z.t.     |
| 14                      | Bauke Mollema   | Blanco Pro Cycling          | z.t.     |

| Algemeen klassement na 3e etappe |                    |                             |           |
| Plaats                           | Naam               | Ploeg                       | Tijd      |
| Blauwe trui                      | Mark Cavendish     | Omega Pharma-Quickstep      | 11u23'08" |
| 2                                | Michał Kwiatkowski | Omega Pharma-Quickstep      | + 7"      |
| 3                                | Niki Terpstra      | Omega Pharma-Quickstep      | + 9"      |
| 4                                | Tony Martin        | Omega Pharma-Quickstep      | z.t.      |
| 5                                | Zdeněk Štybar      | Omega Pharma-Quickstep      | z.t.      |
| 6                                | Peter Sagan        | Cannondale Pro Cycling Team | + 18"     |
| 7                                | Alex Dowsett       | Team Movistar               | + 20"     |
| 8                                | Giovanni Visconti  | Team Movistar               | z.t.      |
| 9                                | Beñat Intxausti    | Team Movistar               | z.t.      |
| 10                               | Juan José Cobo     | Team Movistar               | z.t.      |
|                                  |                    |                             |           |
| 45                               | Sep Vanmarcke      | Blanco Pro Cycling          | + 46"     |

| Puntenklassement na 3e etappe |                |                           |        |
| Plaats                        | Naam           | Ploeg                     | Punten |
| Rode trui                     | Mark Cavendish | Omega Pharma-Quickstep    | 21     |
| 2                             | Matthew Goss   | Orica-GreenEdge           | 18     |
| 3                             | Gerald Ciolek  | MTN-Qhubeka               | 15     |
|                               |                |                           |        |
| 11                            | Kevin Hulsmans | Vini Fantini-Selle Italia | 5      |

| Bergklassement na 3e etappe |                  |                           |        |
| Plaats                      | Naam             | Ploeg                     | Punten |
| Groene trui                 | Cesare Benedetti | Team NetApp-Endura        | 13     |
| 2                           | Garikoitz Bravo  | Euskaltel-Euskadi         | 8      |
| 3                           | Kevin Hulsmans   | Vini Fantini-Selle Italia | 4      |

| Jongerenklassement na 3e etappe |                    |                             |           |
| Plaats                          | Naam               | Ploeg                       | Tijd      |
| Witte trui                      | Michał Kwiatkowski | Omega Pharma-Quickstep      | 11u23'15" |
| 2                               | Peter Sagan        | Cannondale Pro Cycling Team | + 11"     |
| 3                               | Alex Dowsett       | Team Movistar               | + 13"     |
|                                 |                    |                             |           |
| 10                              | Sep Vanmarcke      | Blanco Pro Cycling          | + 39"     |
| 11                              | Tom-Jelte Slagter  | Blanco Pro Cycling          | z.t.      |

### 4e etappe
De vierde etappe was de eerste bergrit en bracht het peloton van Narni naar Prati di Tivo over 173 kilometer. Met een slotklim was dit een van de etappes voor de klassementsrenners. Vroeg in de etappe nam een groep van vier renners afstand op het peloton maar deze werden tijdens de laatste klim weer bijgelopen. Hierna plaatste in eerste instantie de Spanjaard Alberto Contador een aanval en hij kreeg de twee Italianen Mauro Santambrogio en Vincenzo Nibali mee. De Brit Chris Froome zette de achtervolging in en ging de volledige groep voorbij en won zo de etappe. Op de tweede plaats eindigde Santambrogio met een achterstand van zes seconden en derde werd Nibali met een achterstand van elf seconden.
De Pool Michał Kwiatkowski eindigde op dertien seconden van de winnaar maar wist desalniettemin de leidende positie in het algemeen klassement te bemachtigen. Hij staat nu vier seconden voor op de nummer twee, de Brit Chris Froome en hij heeft zestien seconden voorsprong op de Italiaan Vincenzo Nibali. De beste Nederlander is Wout Poels die ook in de top tien van de etappe eindigde. Hij staat veertiende met een achterstand van één minuut en 36 seconden. De hoogstgeklasseerde renner voor België is Sep Vanmarcke. Hij staat op een 54 plaats met een achterstand van meer dan tien minuten.
De leiding in het puntenklassement blijft bij de Brit Mark Cavendish. De leiding in het bergklassement werd overgenomen door de Italiaan Francesco Failli die als vluchter veel punten wist te pakken. Kwiatkowski is naast leider in het algemeen klassement ook leider in het jongeren klassement.

#### Tijden
| Narni - Prati di Tivo (173 km) |                    |                           |          |
| Plaats                         | Naam               | Ploeg                     | Tijd     |
| Winnaar                        | Chris Froome       | Sky ProCycling            | 4u41'31" |
| 2                              | Mauro Santambrogio | Vini Fantini-Selle Italia | + 6"     |
| 3                              | Vincenzo Nibali    | Astana Pro Team           | + 11"    |
| 4                              | Michał Kwiatkowski | Omega Pharma-Quickstep    | + 13"    |
| 5                              | Christopher Horner | RadioShack-Leopard        | + 15"    |
| 6                              | Alberto Contador   | Team Saxo-Tinkoff         | z.t.     |
| 7                              | Rigoberto Urán     | Sky ProCycling            | + 20"    |
| 8                              | Wout Poels         | Vacansoleil-DCM           | + 43"    |
| 9                              | Joaquim Rodríguez  | Team Katjoesja            | z.t.     |
| 10                             | Roman Kreuziger    | Team Saxo-Tinkoff         | + 58"    |
|                                |                    |                           |          |
| 59                             | Sep Vanmarcke      | Blanco Pro Cycling        | + 10'09" |

| Algemeen klassement na 4e etappe |                      |                           |           |
| Plaats                           | Naam                 | Ploeg                     | Tijd      |
| Blauwe trui                      | Michał Kwiatkowski   | Omega Pharma-Quickstep    | 16u04'59" |
| 2                                | Chris Froome         | Sky ProCycling            | + 4"      |
| 3                                | Vincenzo Nibali      | Astana Pro Team           | + 16"     |
| 4                                | Alberto Contador     | Team Saxo-Tinkoff         | + 30"     |
| 5                                | Rigoberto Urán       | Sky ProCycling            | + 33"     |
| 6                                | Christopher Horner   | RadioShack-Leopard        | + 40"     |
| 7                                | Mauro Santambrogio   | Vini Fantini-Selle Italia | + 55"     |
| 8                                | Jonathan Castroviejo | Team Movistar             | + 1'04"   |
| 9                                | Roman Kreuziger      | Team Saxo-Tinkoff         | + 1'16"   |
| 10                               | Joaquim Rodríguez    | Team Katjoesja            | z.t.      |
|                                  |                      |                           |           |
| 14                               | Wout Poels           | Vacansoleil-DCM           | + 1'36"   |
| 54                               | Sep Vanmarcke        | Blanco Pro Cycling        | + 10'35"  |

| Puntenklassement na 4e etappe |                |                           |        |
| Plaats                        | Naam           | Ploeg                     | Punten |
| Rode trui                     | Mark Cavendish | Omega Pharma-Quickstep    | 21     |
| 2                             | Matthew Goss   | Orica-GreenEdge           | 18     |
| 3                             | Gerald Ciolek  | MTN-Qhubeka               | 15     |
|                               |                |                           |        |
| 19                            | Kevin Hulsmans | Vini Fantini-Selle Italia | 5      |
| 24                            | Wout Poels     | Vacansoleil-DCM           | 3      |

| Bergklassement na 4e etappe |                  |                           |        |
| Plaats                      | Naam             | Ploeg                     | Punten |
| Groene trui                 | Francesco Failli | Vini Fantini-Selle Italia | 13     |
| 2                           | Cesare Benedetti | Team NetApp-Endura        | 13     |
| 3                           | Garikoitz Bravo  | Euskaltel-Euskadi         | 10     |
|                             |                  |                           |        |
| 7                           | Kevin Hulsmans   | Vini Fantini-Selle Italia | 8      |

| Jongerenklassement na 4e etappe |                    |                             |           |
| Plaats                          | Naam               | Ploeg                       | Tijd      |
| Witte trui                      | Michał Kwiatkowski | Omega Pharma-Quickstep      | 16u04'59" |
| 2                               | Tom-Jelte Slagter  | Blanco Pro Cycling          | + 3'39"   |
| 3                               | Moreno Moser       | Cannondale Pro Cycling Team | + 6'33"   |
|                                 |                    |                             |           |
| 6                               | Sep Vanmarcke      | Blanco Pro Cycling          | + 10'35"  |

### 5e etappe
De vijfde etappe leidde het peloton van Ortona naar Chieti over een afstand van 230 kilometer. Stijn Devolder (België), Valerio Agnoli (Italië), Juan Antonio Flecha (Spanje) en Damiano Cunego (Italië) vormden de kopgroep van de dag. Cunego reed op de laatste en zwaarste klim van de dag weg van zijn medevluchters, maar ook hij hield geen stand tegen de groep klassementsrenners. Vervolgens ontsnapte de Spanjaard Joaquim Rodríguez uit het peloton om vervolgens solo over de finish te komen. De sprint om de tweede plaats werd gewonnen door de Nederlander Bauke Mollema. Op de derde plaats eindigde de Spanjaard Alberto Contador.
De leider in het algemeen klassement, de Pool Michał Kwiatkowski, verloor veel tijd in de laatste klim. Zodoende verloor hij zijn leidende positie die werd overgenomen door de Brit Chris Froome. De tweede plek wordt ingenomen door de Spanjaard Alberto Contador en de derde plek door de Italiaan Vincenzo Nibali, allebei hebben ze een achterstand van twintig seconden.
Door de punten die Contador greep met zijn derde plaats in de etappe wist hij de leidende positie in het puntenklassement over te nemen van de Brit Mark Cavendish. De leider in het bergklassement, de Italiaan Francesco Failli, moest opgeven gedurende de etappe en zodoende nam een andere Italiaan, Cesare Benedetti, de trui weer over. Ondanks het tijdverlies van de Pool Michał Kwiatkowski wist hij wel de leiding in het jongerenklassement te behalen.

#### Tijden
| Ortona - Chieti (230 km) |                    |                           |          |
| Plaats                   | Naam               | Ploeg                     | Tijd     |
| Winnaar                  | Joaquim Rodríguez  | Team Katjoesja            | 6u06'43" |
| 2                        | Bauke Mollema      | Blanco Pro Cycling        | + 8"     |
| 3                        | Alberto Contador   | Team Saxo-Tinkoff         | z.t.     |
| 4                        | Mauro Santambrogio | Vini Fantini-Selle Italia | z.t.     |
| 5                        | Christopher Horner | RadioShack-Leopard        | z.t.     |
| 6                        | Chris Froome       | Sky ProCycling            | z.t.     |
| 7                        | Vincenzo Nibali    | Astana Pro Team           | + 17"    |
| 8                        | Przemysław Niemiec | Lampre-Merida             | + 22"    |
| 9                        | Roman Kreuziger    | Team Saxo-Tinkoff         | z.t.     |
| 10                       | Daniel Martin      | Team Garmin-Sharp         | + 28"    |
|                          |                    |                           |          |
| 26                       | Jelle Vanendert    | Lotto-Belisol             | + 1'37"  |

| Algemeen klassement na 5e etappe |                    |                           |           |
| Plaats                           | Naam               | Ploeg                     | Tijd      |
| Blauwe trui                      | Chris Froome       | Sky ProCycling            | 22u11'53" |
| 2                                | Alberto Contador   | Team Saxo-Tinkoff         | + 20"     |
| 3                                | Vincenzo Nibali    | Astana Pro Team           | z.t.      |
| 4                                | Michał Kwiatkowski | Omega Pharma-Quickstep    | + 24"     |
| 5                                | Christopher Horner | RadioShack-Leopard        | + 37"     |
| 6                                | Mauro Santambrogio | Vini Fantini-Selle Italia | + 52"     |
| 7                                | Joaquim Rodríguez  | Team Katjoesja            | + 55"     |
| 8                                | Rigoberto Urán     | Sky ProCycling            | + 57"     |
| 9                                | Roman Kreuziger    | Team Saxo-Tinkoff         | + 1'27"   |
| 10                               | Sergio Henao       | Sky ProCycling            | + 1'51"   |
|                                  |                    |                           |           |
| 14                               | Wout Poels         | Vacansoleil-DCM           | + 2'34"   |
| 44                               | Jelle Vanendert    | Lotto-Belisol             | + 16'51"  |

| Puntenklassement na 5e etappe |                  |                        |        |
| Plaats                        | Naam             | Ploeg                  | Punten |
| Rode trui                     | Alberto Contador | Team Saxo-Tinkoff      | 23     |
| 2                             | Mark Cavendish   | Omega Pharma-Quickstep | 21     |
| 3                             | Chris Froome     | Sky ProCycling         | 20     |
|                               |                  |                        |        |
| 15                            | Bauke Mollema    | Blanco Pro Cycling     | 10     |
| 19                            | Stijn Devolder   | RadioShack-Leopard     | 5      |

| Bergklassement na 5e etappe |                  |                           |        |
| Plaats                      | Naam             | Ploeg                     | Punten |
| Groene trui                 | Cesare Benedetti | Team NetApp-Endura        | 13     |
| 2                           | Damiano Cunego   | Lampre-Merida             | 10     |
| 3                           | Garikoitz Bravo  | Euskaltel-Euskadi         | 10     |
|                             |                  |                           |        |
| 8                           | Kevin Hulsmans   | Vini Fantini-Selle Italia | 4      |

| Jongerenklassement na 5e etappe |                    |                             |           |
| Plaats                          | Naam               | Ploeg                       | Tijd      |
| Witte trui                      | Michał Kwiatkowski | Omega Pharma-Quickstep      | 22u13'17" |
| 2                               | Moreno Moser       | Cannondale Pro Cycling Team | + 10'40"  |
| 3                               | Tom-Jelte Slagter  | Blanco Pro Cycling          | + 10'48"  |
|                                 |                    |                             |           |
| 19                              | Klaas Lodewyck     | BMC Racing Team             | + 40'00"  |

### 6e etappe
De zesde etappe was een heuvel etappe van Porto Sant'Elpidio naar Porto Sant'Elpidio over 209 kilometer. Aan het begin van de etappe ontstond er een grote kopgroep waar onder andere de Nederlanders Lars Boom en Tom Dumoulin deel van uitmaakte. Deze kopgroep werd echter in het laatste heuvelgebied ingelopen na een aanval van de Italiaan Vincenzo Nibali. Nibali kreeg in zijn aanval de Spanjaard Joaquim Rodríguez en de Slowaakse niet-klimmer Peter Sagan mee. Uiteindelijk was de sprinter Sagan beide klassementsrenners te snel af voor de dagzege. Nibali en Rodríguez werden tweede en derde. De laatste klim zorgde ook voor het uitvallen van de Brit Mark Cavendish, de Luxemburger Andy Schleck en de Nederlanders Koen de Kort en Niki Terpstra.
Door de aanval van de Italiaan Vincenzo Nibali wist hij de leidende positie in het algemeen klassement over te nemen van de Brit Chris Froome. Froome staat nu op de tweede plaats met een achterstand van 34 seconden. De Spanjaard Joaquim Rodríguez neemt de derde plek in beslag met een achterstand van de 37 seconden. De Nederlander Wout Poels wist zich weer terug te rijden in de top tien. Hij staat nu met een achterstand van drie minuten en acht seconden op de tiende plaats. De beste Belg is Greg Van Avermaet die op de negenenveertigste plaats staat met een achterstand van 29 minuten en 17 seconden.
De Spanjaard Alberto Contador wist de leiding te behouden in het puntenklassement. Dit mede door het afstappen van de nummer twee, de Brit Mark Cavendish. In het bergklassement wist de Italiaan de leidende positie te veroveren door tijdens de ontsnapping punten te pakken. In het jongerenklassement gaat nog altijd de Pool Michał Kwiatkowski.

#### Tijden
| Porto Sant'Elpidio - Porto Sant'Elpidio (209 km) |                    |                             |          |
| Plaats                                           | Naam               | Ploeg                       | Tijd     |
| Winnaar                                          | Peter Sagan        | Cannondale Pro Cycling Team | 5u45'17" |
| 2                                                | Vincenzo Nibali    | Astana Pro Team             | + 2"     |
| 3                                                | Joaquim Rodríguez  | Team Katjoesja              | z.t.     |
| 4                                                | Mauro Santambrogio | Vini Fantini-Selle Italia   | + 44"    |
| 5                                                | Samuel Sánchez     | Euskaltel-Euskadi           | z.t.     |
| 6                                                | Christopher Horner | RadioShack-Leopard          | z.t.     |
| 7                                                | Alberto Contador   | Team Saxo-Tinkoff           | z.t.     |
| 8                                                | Jürgen Roelandts   | Lotto-Belisol               | + 50"    |
| 9                                                | Thor Hushovd       | BMC Racing Team             | z.t.     |
| 10                                               | Simon Geschke      | Argos-Shimano               | z.t.     |
|                                                  |                    |                             |          |
| 13                                               | Wout Poels         | Vacansoleil-DCM             | z.t.     |

| Algemeen klassement na 6e etappe |                    |                           |           |
| Plaats                           | Naam               | Ploeg                     | Tijd      |
| Blauwe trui                      | Vincenzo Nibali    | Astana Pro Team           | 27u57'26" |
| 2                                | Chris Froome       | Sky ProCycling            | + 34"     |
| 3                                | Joaquim Rodríguez  | Team Katjoesja            | + 37"     |
| 4                                | Alberto Contador   | Team Saxo-Tinkoff         | + 48"     |
| 5                                | Michał Kwiatkowski | Omega Pharma-Quickstep    | + 58"     |
| 6                                | Christopher Horner | RadioShack-Leopard        | + 1'05"   |
| 7                                | Mauro Santambrogio | Vini Fantini-Selle Italia | + 1'20"   |
| 8                                | Przemysław Niemiec | Lampre-Merida             | + 2'54"   |
| 9                                | Andrey Amador      | Team Movistar             | + 2'58"   |
| 10                               | Wout Poels         | Vacansoleil-DCM           | + 3'08"   |
|                                  |                    |                           |           |
| 49                               | Greg Van Avermaet  | BMC Racing Team           | + 29'17"  |

| Puntenklassement na 6e etappe |                  |                             |        |
| Plaats                        | Naam             | Ploeg                       | Punten |
| Rode trui                     | Alberto Contador | Team Saxo-Tinkoff           | 27     |
| 2                             | Peter Sagan      | Cannondale Pro Cycling Team | 26     |
| 3                             | Vincenzo Nibali  | Astana Pro Team             | 25     |
|                               |                  |                             |        |
| 13                            | Bauke Mollema    | Blanco Pro Cycling          | 10     |
| 19                            | Stijn Devolder   | RadioShack-Leopard          | 5      |

| Bergklassement na 6e etappe |                  |                    |        |
| Plaats                      | Naam             | Ploeg              | Punten |
| Groene trui                 | Damiano Cunego   | Lampre-Merida      | 20     |
| 2                           | Cesare Benedetti | Team NetApp-Endura | 13     |
| 3                           | Garikoitz Bravo  | Euskaltel-Euskadi  | 10     |
|                             |                  |                    |        |
| 11                          | Tom Dumoulin     | Argos-Shimano      | 3      |
| 22                          | Stijn Devolder   | RadioShack-Leopard | 1      |

| Jongerenklassement na 6e etappe |                    |                        |      |
| Plaats                          | Naam               | Ploeg                  | Tijd |
| Witte trui                      | Michał Kwiatkowski | Omega Pharma-Quickstep |      |
| 2                               | Arthur Vichot      | FDJ                    |      |
| 3                               | Tom-Jelte Slagter  | Blanco Pro Cycling     |      |
|                                 |                    |                        |      |
| 13                              | Klaas Lodewyck     | BMC Racing Team        |      |

### 7e etappe
De zevende etappe was een individuele tijdrit over 9,2 kilometer in San Benedetto del Tronto. De winst in de afsluitende tijdrit ging naar de Duitser Tony Martin. Hij legde de 9,2 kilometer in iets meer dan tien minuten af. Gevolgd werd hij door de Italiaan Adriano Malori op zes seconden en door de Costa Ricaan Andrey Amador op tien seconden. De Nederlander Tom Dumoulin werd elfde op de tijdrit.
De leidende positie van de Italiaan Vincenzo Nibali kwam niet meer in gevaar gedurende de afsluitende tijdrit. Op de tweede plaats is de Brit Chris Froome geëindigd. De nummer drie na de zesde etappe, de Spanjaard Joaquim Rodríguez, verloor wel tijd in de afsluitende race tegen de klok. Hij verloor zijn derde plek aan een andere Spanjaard, Alberto Contador. Wout Poels is met zijn tiende plaats de beste Nederlander en de Belg Greg Van Avermaet is met zijn 49e plaats de bestgeklasseerde Belg.
De leiding in zowel het puntenklassement, het bergklassement en het jongerenklassement bleef onveranderd gedurende de tijdrit. De Spanjaard Alberto Contador wint het puntenklassement voor de Slowaak Peter Sagan en de Italiaan Vincenzo Nibali. Het bergklassement wordt gewonnen door de Italiaan Damiano Cunego voor de Italiaan Cesare Benedetti en de Spanjaard Garikoitz Bravo. De Pool Michał Kwiatkowski wint het jongerenklassement voor de Nederlander Tom-Jelte Slagter en de Fransman Arthur Vichot.

#### Tijden
| San Benedetto del Tronto (Individuele tijdrit) (9,2 km) |                      |                        |        |
| Plaats                                                  | Naam                 | Ploeg                  | 2013   |
| Winnaar                                                 | Tony Martin          | Omega Pharma-Quickstep | 10'25" |
| 2                                                       | Adriano Malori       | Lampre-Merida          | + 6"   |
| 3                                                       | Andrey Amador        | Team Movistar          | + 10"  |
| 4                                                       | Fabian Cancellara    | RadioShack-Leopard     | + 12"  |
| 5                                                       | Jonathan Castroviejo | Team Movistar          | + 14"  |
| 6                                                       | Chris Froome         | Sky ProCycling         | + 15'  |
| 7                                                       | Hayden Roulston      | RadioShack-Leopard     | + 20"  |
| 8                                                       | Michał Kwiatkowski   | Omega Pharma-Quickstep | + 21"  |
| 9                                                       | Dario Cataldo        | Sky ProCycling         | + 23"  |
| 10                                                      | Alex Dowsett         | Team Movistar          | z.t.   |
|                                                         |                      |                        |        |
| 11                                                      | Tom Dumoulin         | Argos-Shimano          | + 24"  |
| 14                                                      | Stijn Devolder       | RadioShack-Leopard     | + 29"  |

| Algemeen klassement |                    |                           |           |
| Plaats              | Naam               | Ploeg                     | Tijd      |
| Blauwe trui         | Vincenzo Nibali    | Astana Pro Team           | 28u08'17" |
| 2                   | Chris Froome       | Sky ProCycling            | + 23"     |
| 3                   | Alberto Contador   | Team Saxo-Tinkoff         | + 52"     |
| 4                   | Michał Kwiatkowski | Omega Pharma-Quickstep    | + 53"     |
| 5                   | Joaquim Rodríguez  | Team Katjoesja            | + 54"     |
| 6                   | Christopher Horner | RadioShack-Leopard        | + 1'21"   |
| 7                   | Mauro Santambrogio | Vini Fantini-Selle Italia | + 2'03"   |
| 8                   | Andrey Amador      | Team Movistar             | + 2'42"   |
| 9                   | Przemysław Niemiec | Lampre-Merida             | + 3'19"   |
| 10                  | Wout Poels         | Vacansoleil-DCM           | + 3'35"   |
|                     |                    |                           |           |
| 49                  | Greg Van Avermaet  | BMC Racing Team           | + 30'03"  |

| Puntenklassement |                  |                             |        |
| Plaats           | Naam             | Ploeg                       | Punten |
| Rode trui        | Alberto Contador | Team Saxo-Tinkoff           | 27     |
| 2                | Peter Sagan      | Cannondale Pro Cycling Team | 26     |
| 3                | Vincenzo Nibali  | Astana Pro Team             | 25     |
|                  |                  |                             |        |
| 14               | Bauke Mollema    | Blanco Pro Cycling          | 10     |
| 23               | Stijn Devolder   | RadioShack-Leopard          | 5      |

| Bergklassement |                  |                    |        |
| Plaats         | Naam             | Ploeg              | Punten |
| Groene trui    | Damiano Cunego   | Lampre-Merida      | 20     |
| 2              | Cesare Benedetti | Team NetApp-Endura | 13     |
| 3              | Garikoitz Bravo  | Euskaltel-Euskadi  | 10     |
|                |                  |                    |        |
| 11             | Tom Dumoulin     | Argos-Shimano      | 3      |
| 22             | Stijn Devolder   | RadioShack-Leopard | 1      |

| Jongerenklassement |                    |                        |           |
| Plaats             | Naam               | Ploeg                  | Tijd      |
| Witte trui         | Michał Kwiatkowski | Omega Pharma-Quickstep | 28u09'10" |
| 2                  | Tom-Jelte Slagter  | Blanco Pro Cycling     | + 16'34"  |
| 3                  | Arthur Vichot      | FDJ                    | + 16'47"  |
|                    |                    |                        |           |
| 13                 | Klaas Lodewyck     | BMC Racing Team        | 1u00'08"  |

1966 · 1967 · 1968 · 1969 · 1970 · 1971 · 1972 · 1973 · 1974 · 1975 · 1976 · 1977 · 1978 · 1979 · 1980 · 1981 · 1982 · 1983 · 1984 · 1985 · 1986 · 1987 · 1988 · 1989 · 1990 · 1991 · 1992 · 1993 · 1994 · 1995 · 1996 · 1997 · 1998 · 1999 · 2000 · 2001 · 2002 · 2003 · 2004 · 2005 · 2006 · 2007 · 2008 · 2009 · 2010 · 2011 · 2012 · 2013 · 2014 · 2015 · 2016 · 2017 · 2018 · 2019 · 2020 · 2021 · 2022 · 2023 · 2024· 2025
 Tour Down Under · 
 Parijs-Nice · 
 Tirreno-Adriatico · 
 Milaan-San Remo · 
 Ronde van Catalonië · 
 E3 Harelbeke · 
 Gent-Wevelgem · 
 Ronde van Vlaanderen · 
 Ronde van het Baskenland · 
 Parijs-Roubaix · 
 Amstel Gold Race · 
 Waalse Pijl · 
 Luik-Bastenaken-Luik · 
 Ronde van Romandië · 
 Ronde van Italië · 
 Critérium du Dauphiné · 
 Ronde van Zwitserland · 
 Ronde van Frankrijk · 
 Clásica San Sebastián · 
 Ronde van Polen · 
  Eneco Tour · 
 Ronde van Spanje · 
 Vattenfall Cyclassics · 
 GP Ouest France-Plouay · 
 Grote Prijs van Quebec · 
 Grote Prijs van Montreal · 
 UCI Ploegentijdrit · 
 Ronde van Lombardije · 
 Ronde van Peking